# Gymnogaster
Gymnogaster is een monotypisch geslacht van schimmels behorend tot de familie Boletaceae. Volgens de Index Fungorum bestaat het geslacht uitsluitend uit de soort Gymnogaster boletoides.